# Antonio Anastasia
Antonio Augusto Junho Anastasia (Belo Horizonte, 9 de maio de 1961) é um jurista, professor e político brasileiro, atual ministro do Tribunal de Contas da União (TCU). Foi vice-governador e governador de Minas Gerais, bem como senador pelo mesmo estado, tendo sido eleito pelo Partido da Social Democracia Brasileira (PSDB). Foi, também, ministro do Trabalho durante o governo Fernando Henrique Cardoso.
É graduado e mestre em direito pela Universidade Federal de Minas Gerais.

## Biografia
O descendente de italianos Anastasia, filho de Dante Anastasia e Ilka Junho Anastasia, recebeu influência de sua família para chegar na trajetória do serviço público – sua mãe é professora aposentada, a avó materna foi professora, o avô materno foi fiscal de Rendas do Estado, e as irmãs são, como ele, professoras universitárias. Sua família materna é nativa de São Gonçalo do Sapucaí, no Sul do Estado de Minas Gerais, onde seus avós passaram a vida e os pais se conheceram. O casal decidiu morar na capital, que se tornou a cidade natal de Antônio Anastasia e suas duas irmãs, Carla e Fátima Anastasia.
Graduado em Direito pela Faculdade de Direito da Universidade Federal de Minas Gerais (UFMG) em 1983, recebeu o Prêmio Barão do Rio Branco, que condecorou Antonio como aluno destaque de sua turma. Também na UFMG, obteve o título de Mestre em Direito Administrativo, defendendo uma dissertação sobre o Regime Jurídico Único, que versava sobre os servidores na Administração Pública. Além disso, também foi professor de Direito Administrativo da Faculdade de Direito Milton Campos. Em 1993, prestou concurso público para o cargo de professor da Faculdade de Direito da UFMG, e, aprovado, passou a lecionar Direito Administrativo na universidade, até licenciar-se em 2006.
Durante a carreira, Antonio exerceu os cargos públicos de secretário-adjunto de Planejamento e Coordenação Geral, secretário estadual de Cultura, secretário estadual de Recursos Humanos e Administração, e presidente da Fundação João Pinheiro (1985), todos na administração pública do estado de Minas Gerais durante o governo Hélio Garcia (1991-1994).
Anastasia é torcedor e conselheiro Grande Benemérito do Clube Atlético Mineiro, e foi contemplado com o Galo De Prata no ano de 2004. Além disso, o político também ocupa a Cátedra nº 4 da Academia Nacional de Economia.

## Carreira política
Em 1988, após a promulgação da Constituição federal brasileira, as Assembleias estaduais se tornaram também constituintes. Neste meio, Antonio Anastasia atuou como Assessor do Relator da IV Assembleia Constituinte do Estado de Minas Gerais, deputado Bonifácio Mourão. De 1995 a 1999, Anastasia passou pelo governo federal, assumindo o cargo de secretário-executivo do Ministério do Trabalho.
O político foi convidado para compor a chapa de reeleição como vice-governador de Minas Gerais em 2006, na chapa de Aécio Neves, que governou o Estado de 2003 a  2006, reelegendo-se até 2010. Com a renúncia de Aécio Neves em março de 2010, Anastasia assumiu o governo até o final do mandato. Logo após, foi reeleito nas eleições de 2010 em primeiro turno com 6,2 milhões de votos (62,72%). Permaneceu no cargo de governador até 4 de abril de 2014, quando renunciou para coordenar o Plano de Governo de Aécio Neves para Presidência da República e se colocar à disposição para candidatura ao Senado Federal. Diante disso, foi eleito senador em 5 de outubro de 2014 com 56,73% dos votos válidos, assumindo o cargo em 1º de fevereiro de 2015.

### Governador de Minas

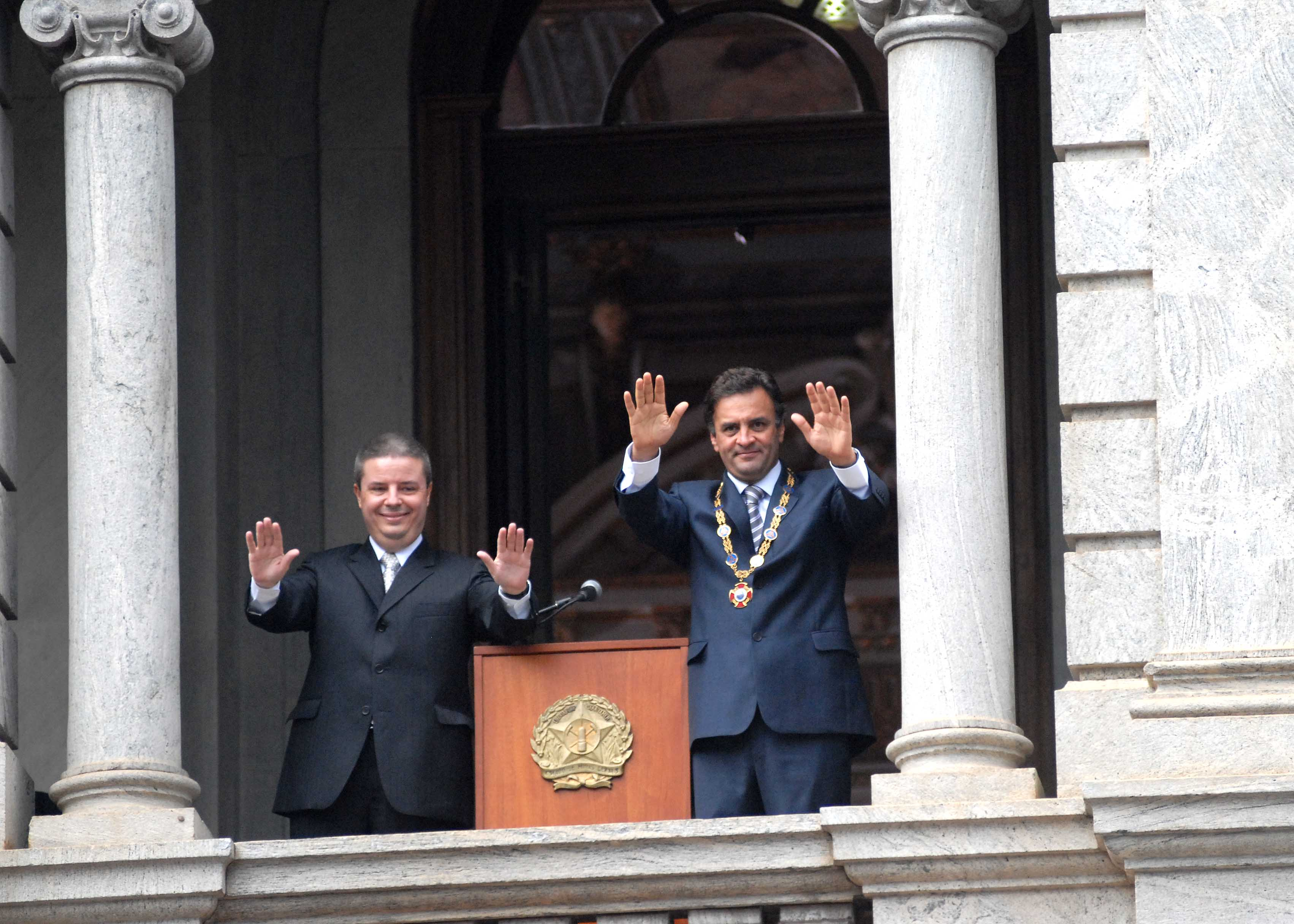
Antonio Anastasia e Aécio Neves acenam da sacada do Palácio da Liberdade, em Belo Horizonte, na cerimônia de transmissão do cargo de governador de Minas Gerais, em 31/03/2010. Antonio Anastasia, que era o vice-governador, assumiu o cargo com a renúncia de Aécio Neves para concorrer às eleições de 2010.

Na eleição de 2010, Anastasia se tornou o candidato do PSDB para o Governo de Minas, tendo como companheiro de chapa  o então presidente da Assembleia Legislativa, deputado estadual Alberto Pinto Coelho, do Partido Progressista (PP). Anastasia venceu no primeiro turno, obtendo 6 275 520 votos - totalizando 62,72%  dos válidos - com a proposta de "continuar e avançar" o trabalho desenvolvido junto com Aécio Neves em seus dois mandatos como governador.
Seu plano de governo, intitulado “Minas de Todos os Mineiros – As Redes Sociais de Desenvolvimento Integrado”, foi apresentado como a terceira geração do Choque de Gestão implantado por Aécio em seu primeiro mandato, iniciado em 2003. O programa listava 365 compromissos para melhorar a qualidade de vida, os indicadores sociais do Estado e aumentar a renda da população. O plano propunha a criação de redes entre o Estado, a sociedade civil organizada e a iniciativa privada.
Em março de 2014, em uma entrevista coletiva, anunciou que deixaria o comando do Governo de Minas Gerais no dia 4 de abril, para se dedicar à construção do plano de Governo de Aécio Neves para Presidência da República, passando o posto de governador para o então vice-governador Alberto Pinto Coelho. Naquela oportunidade, se colocou à disposição para candidatura ao Senado Federal.

### Secretário de Planejamento e Gestão do governo de Minas Gerais e o choque de gestão

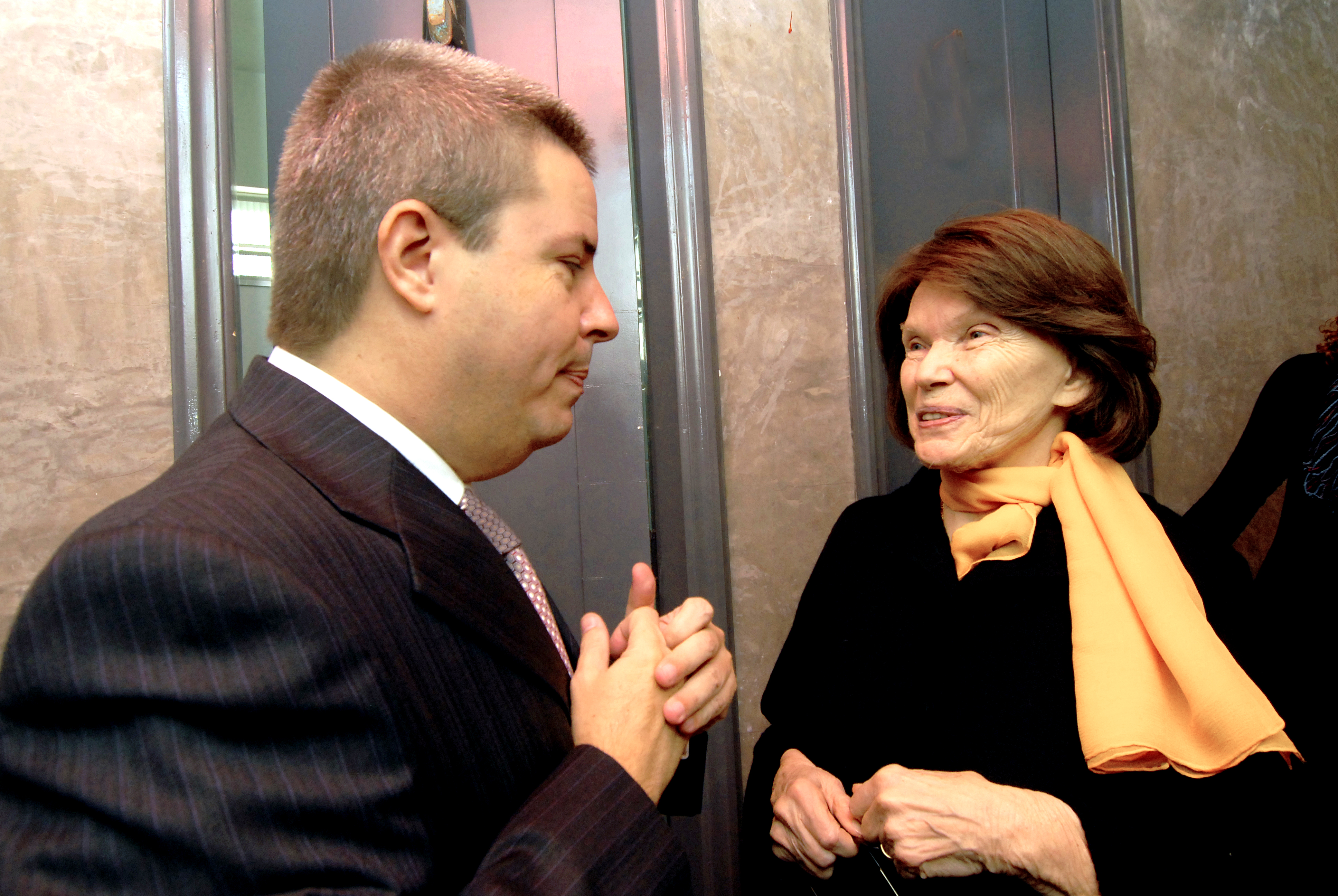
Anastasia com a presidente da Fundação France Libertés, Danielle Mitterrand em visita a Belo Horizonte.

No texto de apresentação do livro “O Choque de Gestão em Minas Gerais – Políticas da Gestão Pública para o Desenvolvimento”, Anastasia escreveu: “Em 2002, o panorama da Administração Pública estadual mineira não era positivo." O Choque de Gestão buscou aprimorar a máquina pública, com melhoria dos serviços prestados à população, e racionalizar os gastos públicos na busca de maior eficiência. Em dois anos, o Governo do Estado equilibrou suas finanças, chegando ao chamado Déficit Zero, possibilitando a regularização do pagamento de direitos dos servidores públicos, a retomada de contratos de financiamento junto às agências de fomento internacionais e iniciando uma política de investimentos focada, sobretudo, na segurança pública e nas áreas sociais.
No primeiro mandato de Aécio Neves, Anastasia foi nomeado secretário de Estado de Planejamento e Gestão, cargo no qual coordenou a implantação do Choque de Gestão. Em 2005, Anastasia tornou-se secretário de Estado de Defesa Social e lançou uma política de metas para a ação policial, sendo umas das principais a integração das polícias Militar e Civil.
O Programa Estado para Resultados listava como principais objetivos o equilíbrio fiscal, a definição e cumprimento de metas, a solidificação das conquistas que deviam ser apropriadas pela sociedade e a criação de um ambiente de desenvolvimento e sinergia com o setor privado. O Estado para Resultados estava inserido no Programa de Governo da segunda candidatura do governador Aécio Neves, convertido no Plano Mineiro de Desenvolvimento Integrado (PMDI), que se estende até 2023. O PMDI tem dois pilares: a qualidade fiscal, ou seja, gastar bem os recursos do Estado, e a qualidade e inovação na gestão pública.

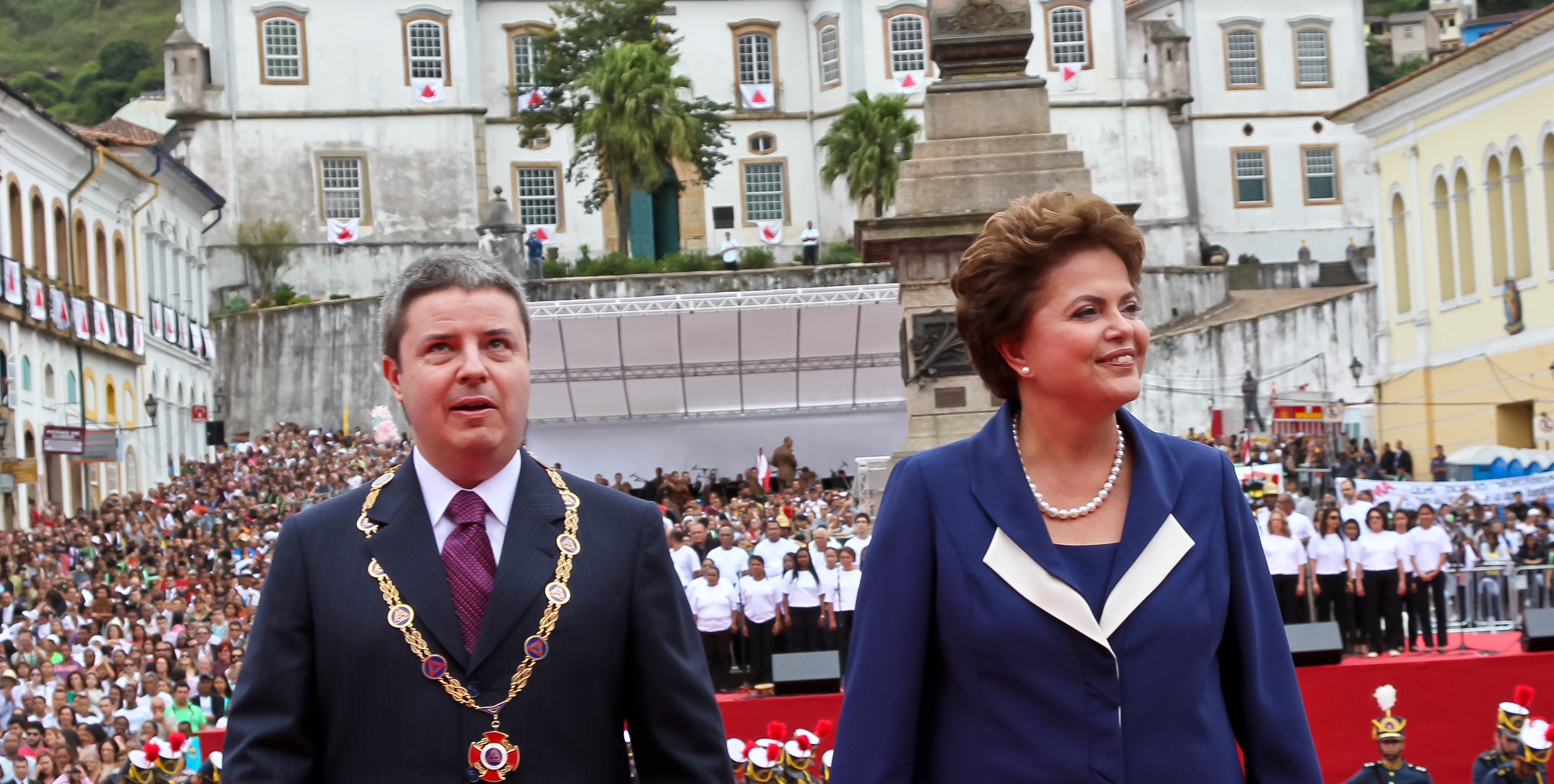
Presidente Dilma Rousseff e o governador de Minas Gerais, Antonio Anastasia, na cerimônia comemorativa do dia 21 de abril (Ouro Preto, MG, 21/04/2011)

O Choque de Gestão e o Estado para Resultados são apontados como os pilares de administração e planejamento das principais realizações do governo Aécio Neves. Entre estas realizações, o livro “Aécio – Os Anos que Mudaram Minas Gerais”, balanço de governo publicado pelo PSDB-MG, reivindica avanços em diversas áreas. Para os servidores públicos, o equilíbrio das contas do Estado se traduziu no fim da escala de pagamentos, regularização do 13º salário, pagamento de verbas retidas e implantação dos Planos de Carreiras. O equilíbrio fiscal permitiu, também, que o Tesouro Estadual passasse a ter recursos para investimentos, bem como o acesso a financiamentos de organismos internacionais, até então vedados ao Estado devido ao déficit orçamentário.
Na área de educação, Minas foi o primeiro Estado a implantar o ensino fundamental de nove anos em toda a rede pública. Além disso, o percentual de alunos que lêem e escrevem adequadamente aos oito anos de idade subiu de 49%, em 2006, para 73% em 2009; o governo implantou um sistema de distribuição gratuita de livros didáticos para alunos do ensino médio; no 5º ano do ensino fundamental, Minas ocupa o primeiro lugar com o melhor desempenho em matemática e português e com o maior Índice de Desenvolvimento da Educação Básica (Ideb 2007) da Região Sudeste; Minas é o Estado que possui maior número de escolas de 5º ano do ensino fundamental com Ideb maior ou igual a 6, a média dos países desenvolvidos.
Entre as medidas administrativas que estão sendo implementadas pelo Governo de Minas, Antonio Anastasia salientou a  redução do número de secretarias e de cargos de confiança e o impulsionamento da economia em cerca de 1 bilhão reais para o estado de Minas Gerais. Nas palavras de Antonio: “O entendimento deveria ser o de que, quanto mais o governo diminuir o tamanho de sua estrutura, mais poderá fazer pelo cidadão”, concluiu.
Apesar da publicidade em torno do Choque de Gestão, essa estratégia de gestão governamental foi criticada por diversos segmentos sociais e analistas ligados a partidos políticos opositores. No livro “Desvendando Minas – Descaminhos do projeto neoliberal”, de autoria do vereador de Belo Horizonte Gilson Reis, do Partido Comunista do Brasil, o choque de gestão é tratado como elemento central da propaganda de governo estadual, sendo criticado por implantar um modelo gerencial de administração pública neoliberal.

### Senador por Minas Gerais

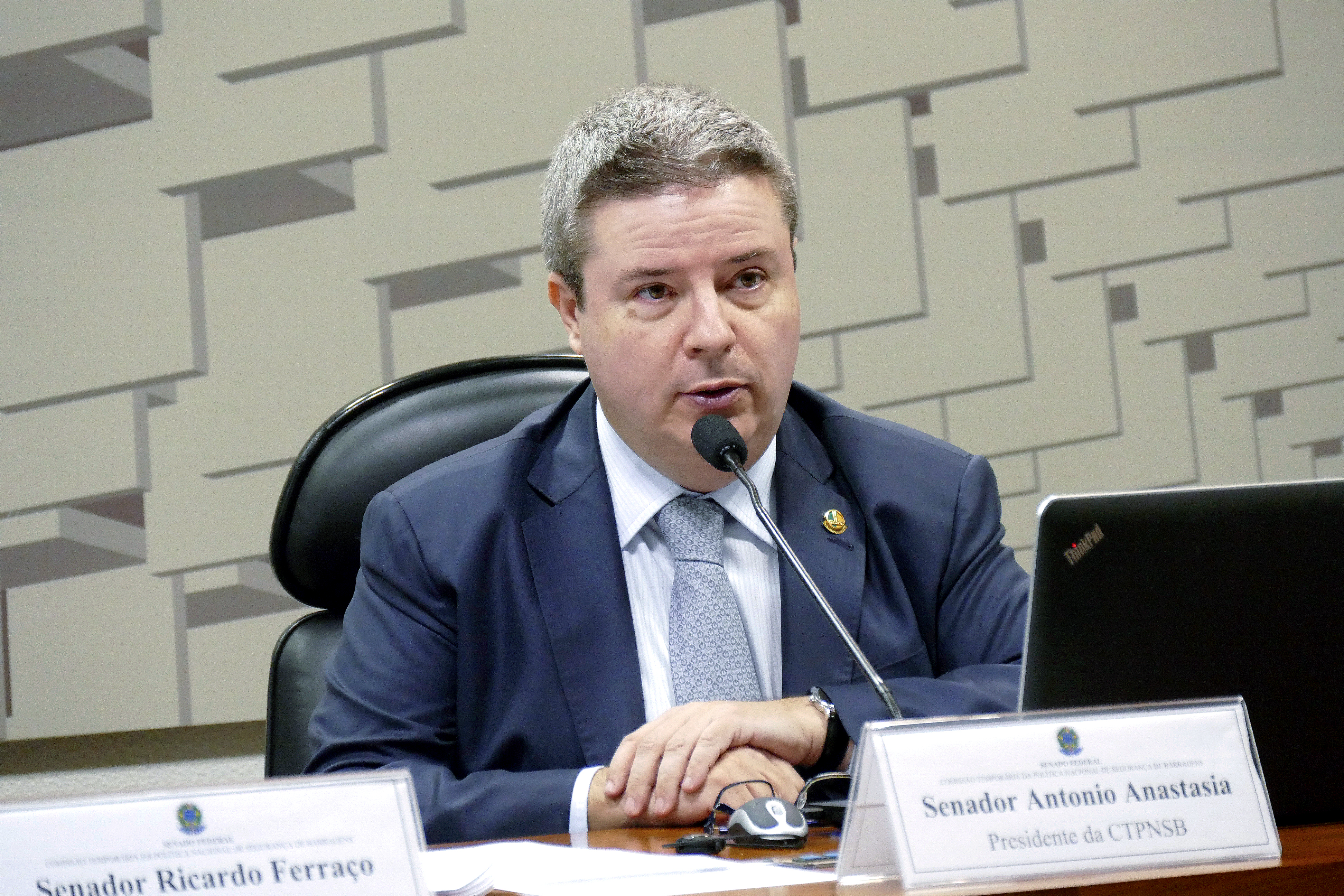
O presidente da Comissão Temporária da Política Nacional de Segurança de Barragens (CTPNSB), senador Antonio Anastasia, realiza reunião para apresentação do relatório final.

Antonio Anastasia foi eleito Senador em outubro de 2014 e seu primeiro projeto aprovado foi o que alterava o Código Civil para dispor que os animais não devem ser considerados coisas. Diante disso, o senador mostrou seu reconhecimento pela importância da causa animal, participando da relatoria do Estatuto dos Animais, proposto pelo senador Marcelo Crivella. Para além desta questão, Anastasia participou da relatoria da Comissão Especial do Impeachment, que culminou na cassação do mandato da presidente Dilma Rousseff, da Comissão Temporária da Política Nacional de Segurança de Barragens, criada após o desastre da Samarco em Mariana, e da Comissão Especial Extrateto, sobre os supersalários no poder público.
Propôs, sem sucesso, restrições ao uso de cartões corporativos por agentes públicos, e, em resposta às crescentes pichações de patrimônios históricos em Minas Gerais, o aumento das penas para pichadores de bens tombados. Além disso, também foi autor do projeto sobre a negociação coletiva de servidores públicos, vetado pelo presidente Michel Temer. Em dezembro de 2016, votou a favor da PEC do Teto dos Gastos Públicos. Assim como em julho de 2017 também disse sim à reforma trabalhista. Ainda no mesmo ano, votou a favor da manutenção do mandato do senador Aécio Neves. E, em novembro de 2018, acenou positivamente ao aumento de salário dos integrantes do Supremo Tribunal Federal, gerando reajustes de milhares de salários no nível federal, estadual e municipal, com impacto negativo estimado de 6 bilhões de reais/ano no orçamento nacional.
Nas eleições de 2018, Anastasia foi derrotado por Romeu Zema na disputa pelo governo do Estado, mas foi eleito em 6 de fevereiro de 2019 como 1º Vice-presidente da mesa diretora do Senado Federal em uma chapa única, para o biênio 2019-2020.
Em junho de 2019, votou contra o Decreto das Armas do governo, que flexibilizava porte e posse para o cidadão.
Em fevereiro de 2020, anuncia sua saída do PSDB e o ingresso no Partido Social Democrático.[carece de fontes?].

### Tribunal de Contas da União
Em 14 de dezembro de 2021, Anastasia derrotou Kátia Abreu e Fernando Bezerra na disputa pela vaga destinada a indicação do Senado Federal para o cargo de ministro do Tribunal de Contas da União, aberta pela saída de Raimundo Carreiro após este ser escolhido para o cargo de embaixador do Brasil em Portugal. A vaga de Anastasia no Senado foi ocupada por seu primeiro suplente, Alexandre Silveira.
Após a aprovação da indicação no Senado, Anastasia foi nomeado pelo presidente Jair Bolsonaro em 31 de janeiro de 2022 e tomou posse como ministro do TCU em 3 de fevereiro.

## Controvérsias
Em 6 de março de 2015, o Ministro Teori Zavascki, do STF, autorizou a abertura de inquérito contra Antonio Anastasia, juntamente com outros 48 políticos brasileiros com foro privilegiado de diversos partidos, a pedido da Procuradoria Geral da República, por conta de citação nas investigações da Operação Lava Jato da Polícia Federal. Na ocasião, o ex-policial Jayme Alves Oliveira Filho, conhecido como "Careca", disse que foi a Belo Horizonte entregar dinheiro a uma "pessoa muito parecida" com Anastasia a mando do doleiro Alberto Youssef. Youssef confirmou que enviou recursos ilícitos para Belo Horizonte, porém negou que fossem para Anastasia. O ex-policial Jayme foi condenado a 11 anos e 10 meses de prisão pelo juiz Sergio Moro.
Em 28 de agosto de 2015, o Procurador Geral da República Rodrigo Janot enviou ao Supremo Tribunal Federal o pedido de arquivamento da investigação sobre o senador Antonio Anastasia, alegando que as suspeitas contra o senador não tinham se confirmado.  Com a notícia do arquivamento, que foi repercutida pelo senador como a prova de sua inocência, Anastasia disse estar tranquilo: "Esse foi um caso sem pé nem cabeça, lamentavelmente levantado contra mim por motivos que ainda não descobri. Mas o procurador-geral percebeu que não há nada, então termina esse pesadelo.", disse Anastasia a uma rádio mineira. Em sua conta no Twitter, o senador cobrou que a notícia do arquivamento fosse tão divulgada pela imprensa quanto a acusação. A Polícia Federal, no entanto, fez junto ao STF o pedido de prosseguimento das investigações, dizendo estar de posse de fatos desconhecidos ao Procurador Geral da República, Rodrigo Janot. Em 29 de outubro de 2015, o inquérito foi encerrado definitivamente pelo Supremo Tribunal Federal, atendendo a um pedido da Procuradoria Geral da República, já que as alegações não se confirmaram verdadeiras.